# Christian Pontoppidan
Christian Pontoppidan, född den 16 juni 1696 i Aarhus, död 1765, var en dansk präst. Han var son till Ludvig Pontoppidan och bror till Erik Ludvigsen Pontoppidan.
Då Pontoppidan tio år gammal hade mist sin far och hans mor dog året efter fick han stiftsprosten i Viborg, Mads Trane, till förmyndare. I det sammanhaget blev han tagen från Århus Skole och sänd till sin halvbror, Henrik Pontoppidan i Fredericia. Av honom blev han undervisad och dimitterades till universitetet 1714.
Efter att ha tagit attestats 1716 blev Pontoppidan 1719 personlig kaplan i Horne (vid Fåborg). År 1722 blev han residerande kaplan i Nykøbing på Falster och 1726 sognepræst i Torkildstrup. Hans hälsa tålde inte klimatet på Falster, och han mottog därför 1736 transport till tjänsten i Æbeltoft. 
Därifrån kom Pontoppidan redan 1738 till Aarhus Frue Kirke, och slutligen 1748 blev han stiftsprost och präst vid domkyrkan, samma ämbete som hans far hade beklätt. År 1752 fick han den teologiska doktorsgraden för en avhandling om "elendighedens ovn" i Jesaja 48,10. 
I övrigt hade han en del handskrivna arbeten liggande hos sig, men en tilltagande sjuklighet och skygghet hade mot slutet av hans liv helt nedbrutit hans arbetsförmåga. I fyra år hade han J.E. Heilmann till hjälppräst. En son uppnådde 1761 hans tillåtelse till att låta trycka en traktat av honom om "Sjælens Udødelighed"; den var utarbetad 1723 och hade legat färdig för utgivning i 30 år. 